# Stéphane Yonnet
Stéphane Yonnet (* 18. Mai 1976 in Caen, Calvados) ist ein ehemaliger französischer Freestyle-Skier. Er war auf die Buckelpisten-Disziplinen Moguls und Dual Moguls spezialisiert. Auf den Dual Moguls (Parallelbuckelpiste) wurde er 2001 Weltmeister.

## Biografie
Stéphane Yonnet debütierte im März 1996 im Europacup. Ein Jahr später gelang ihm als Zweitem in Bruneck sein erster Podestplatz. In den folgenden Jahren startete er regelmäßig im Europacup, wobei ihm drei weitere Podestplätze, darunter im Januar 1998 ein Sieg am Monte Tamaro, gelangen. 1997/98 belegte er Rang drei in der Moguls-Disziplinenwertung.
Am 6. Dezember 1997 gab Yonnet in seinem Heimatort Tignes sein Debüt im Freestyle-Skiing-Weltcup. Danach kam er nur vereinzelt zu Einsätzen und konnte sich somit nicht für Großereignisse qualifizieren. Im Dezember 2000 erreichte er als Neunter in Tignes erstmals ein Spitzenergebnis und wurde später für die Weltmeisterschaften in Whistler nominiert. Dort gewann er auf den Dual Moguls überraschend die Goldmedaille. Zu Beginn der nächsten Saison klassierte er sich mit Rang neun auf den Dual Moguls in Steamboat Springs zum zweiten und letzten Mal in seiner Karriere unter den besten zehn. Für die Olympischen Spiele in Salt Lake City konnte er sich nicht qualifizieren. Im März 2002 trat er vom aktiven Leistungssport zurück.
Yonnet arbeitet als Skilehrer und Buckelpisten-Trainer in Tignes.

## Erfolge

### Weltmeisterschaften
- Whistler 2001: 1. Dual Moguls

### Weltcupwertungen
| Saison  | Gesamt | Gesamt | Moguls | Moguls |
| Saison  | Platz  | Punkte | Platz  | Punkte |
| ------- | ------ | ------ | ------ | ------ |
| 1998/99 | 64.    | 9      | 36.    | 36     |
| 1999/00 | 65.    | 11     | 35.    | 44     |
| 2000/01 | 46.    | 34     | 25.    | 136    |
| 2001/02 | 50.    | 32     | 26.    | 192    |

### Weltcup
- 2 Platzierungen unter den besten zehn

### Europacup
- Saison 1997/98: 9. Gesamtwertung, 3. Moguls-Wertung
- 4 Podestplätze, davon 1 Sieg:

| Datum           | Ort          | Land    | Disziplin |
| --------------- | ------------ | ------- | --------- |
| 31. Januar 1998 | Monte Tamaro | Schweiz | Moguls    |